# Isola di San Pancrazio
L'isola di san Pancrazio, o isola Grande, è la più grande delle Isole di Brissago.

## Storia
Secondo alcune fonti nell'isola venne eretta una chiesa dedicata a San Pancrazio nell'IX secolo, che cadde poi in rovina. L'isola, che ospitò un monastero fino al XVI secolo, ebbe diversi proprietari fino a quanto, nel settecento, i discendenti di Don Antonio Borani la cedettero ad Antoinette de Saint Léger, una baronessa russa. Nel 1885, la baronessa effettuò una radicale opera di ristrutturazione della villa e creò un parco. Nel 1927 l'intera proprietà venne acquistata dall'uomo d'affari e collezionista tedesco Max Emden, che demolì e ricostruì la villa, nonché la darsena, l'orangerie e il bagno romano. Nel 1949 l'isola è stata acquistata in comproprietà dal Canton Ticino, dalla Lega Svizzera per la protezione dei beni culturali, dalla Lega svizzera per la protezione della natura, nonché dai comuni di Brissago, Ascona e Ronco sopra Ascona.